# TVR (bus)

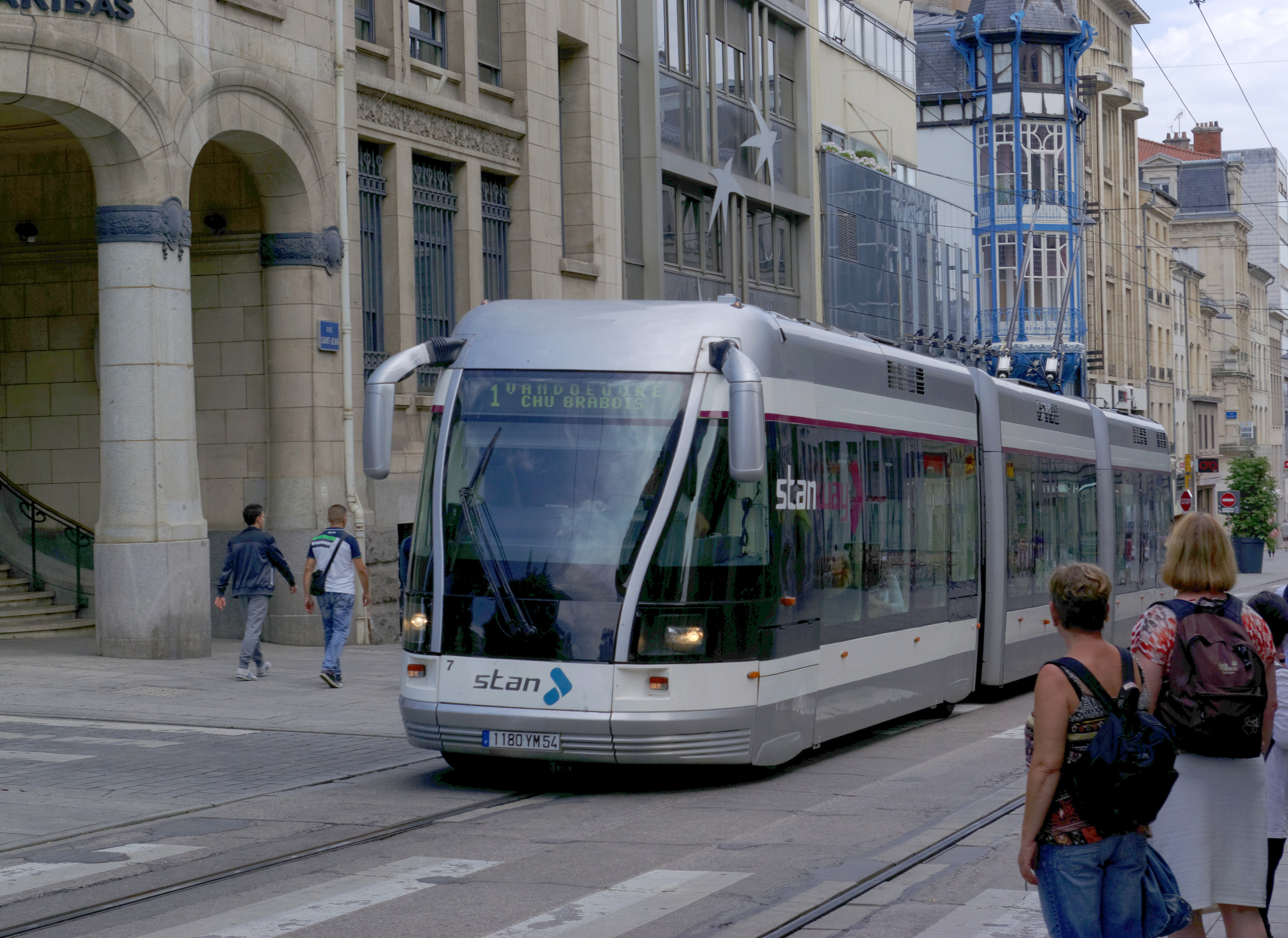
TVR Nancy

TVR is een afkorting van Transport sur Voie Réservée en is een doorontwikkeling van de GLT-techniek (Guided Light Transit) voor geleide bussen door Bombardier Transportation. 

## Kenmerken

Dwarsdoorsnede van geleiderail en geleidewiel

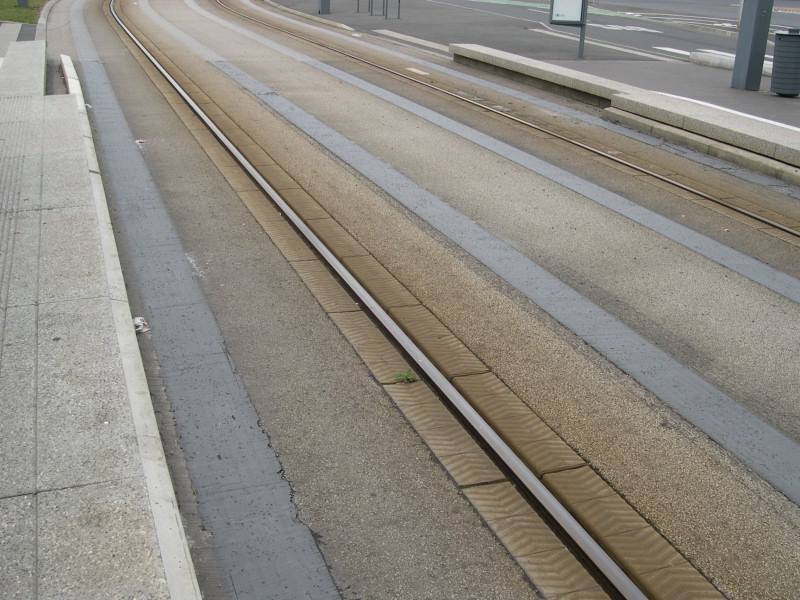
TVR-rail in Caen

Het is een systeem waarbij een dubbelgelede bus wordt aangestuurd door een smalle rail in het midden van het rijbaan. Over deze rail kan een wiel met een dubbele flens lopen. De bussen worden elektrisch aangedreven via een bovenleiding. De aanlegkosten van een TVR-lijn zijn 35% tot 40% lager dan bij een conventionele tramlijn. Een ander voordeel is dat TVR-voertuigen hellingen aankunnen tot 13%. 
Hoewel de TVR volgens de Franse wetten een motorvoertuig (bus) is, wordt dit voertuig door beide gemeenten en vervoerbedrijven consequent aangeduid als 'tram' of 'tramway'. Ook anders dan een tram voert een TVR net als bussen kentekenplaten.

## Steden
In 2000 is een TVR-lijn geopend in Nancy (zie bandentram van Nancy). In november 2002 werden twee TVR-lijnen in gebruik genomen in Caen (zie bandentram van Caen). In Nancy namen de bussen stroom af met behulp van trolleystangen, terwijl in Caen een pantograaf werd gebruikt. Beide systemen zijn niet erg betrouwbaar gebleken; diverse keren is een TVR-bus ontspoord, soms met ernstige gevolgen. Talrijke incidenten maakten het veel duurder dan gedacht, en beide steden hebben het systeem daarom afgeschaft; Caen in 2017, en Nancy in 2023. Bijkomend probleem was dat de fabrikant alleen tegen exorbitante prijs nieuwe voertuigen wilde bouwen.
In 2005 kwam de Nederlandse stad Nijmegen met het plan ook een trambus aan te leggen. Deze had de intentie voor 2015 te kunnen gaan rijden.